# Championnat de Namibie de football 2000
Navigation
Édition précédente Édition 2002-2003
La saison 2000 du Championnat de Namibie de football est la neuvième édition de la Premier League, le championnat de première division national namibien. Les équipes engagées sont regroupées au sein d'une poule unique où elles affrontent deux fois leurs adversaires, à domicile et à l'extérieur. En fin de saison, les deux derniers sont relégués tandis que le 12e dispute un barrage de promotion-relégation face à quatre clubs de deuxième division.
C'est le Blue Waters FC qui remporte la compétition cette saison après avoir terminé en tête du classement, avec neuf points d'avance sur le double tenant du titre, Black Africa FC et quatorze sur Young Ones FC. C'est le second titre de champion de Namibie de l'histoire du club.

## Participants
- Chelsea FC Grootfontein
- Life Fighters FC
- Young Ones FC
- Liverpool Okahandja - Promu de D2
- Eleven Arrows FC - Promu de D2
- African Stars FC
- Golden Bees FC
- Civics FC
- Blue Waters FC
- Oshakati City FC
- Tigers FC
- Black Africa FC
- Orlando Pirates Windhoek
- Chief Santos FC

## Compétition

### Classement
Le classement est établi sur le barème de points classique : victoire à 3 points, match nul à 1, défaite à 0.
| Rang | Équipe                   | Pts | J  | G  | N  | P  | Bp | Bc | Diff |
| ---- | ------------------------ | --- | -- | -- | -- | -- | -- | -- | ---- |
| 1    | Blue Waters FC           | 54  | 26 | 15 | 9  | 2  | 53 | 26 | +27  |
| 2    | Black Africa FCT         | 45  | 26 | 13 | 6  | 7  | 58 | 37 | +21  |
| 3    | Young Ones FC            | 40  | 26 | 11 | 7  | 8  | 50 | 35 | +15  |
| 4    | Chief Santos FCC         | 39  | 26 | 11 | 6  | 9  | 50 | 41 | +9   |
| 5    | Civics FC                | 39  | 26 | 11 | 6  | 9  | 37 | 41 | -4   |
| 6    | Orlando Pirates Windhoek | 37  | 26 | 10 | 7  | 9  | 47 | 39 | +8   |
| 7    | African Stars FC         | 35  | 26 | 8  | 11 | 7  | 42 | 36 | +6   |
| 8    | Tigers FC                | 35  | 26 | 10 | 5  | 11 | 44 | 46 | -2   |
| 9    | Oshakati City FC         | 35  | 26 | 10 | 5  | 11 | 43 | 51 | -8   |
| 10   | Life Fighters FC         | 34  | 26 | 10 | 4  | 12 | 40 | 43 | -3   |
| 11   | Liverpool OkahandjaP     | 33  | 26 | 8  | 9  | 9  | 39 | 38 | +1   |
| 12   | Eleven Arrows FCP        | 30  | 26 | 9  | 4  | 13 | 37 | 43 | -6   |
| 13   | Golden Bees FC           | 26  | 26 | 7  | 5  | 14 | 36 | 67 | -31  |
| 14   | Chelsea FC Grootfontein  | 18  | 26 | 4  | 6  | 16 | 25 | 58 | -33  |

|  | Champion de Namibie 2000                                                                |
|  | Participation au barrage de promotion relégation                                        |
|  | Relégation directe en deuxième division                                                 |
|  | T : Tenant du titre C : Vainqueur de la Coupe de Namibie P : Promu de deuxième division |

### Barrage de promotion-relégation
Eleven Arrows FC, 12e de Super League, doit affronter en barrage les quatre vice-champions des zones régionales de D2 : Benfica, Firestones FC, Friends FC et Katima FC. Pour une raison indéterminée, le club de Hotflames FC participe également à ces barrages. C'est finalement Hotflames FC qui remporte le barrage et est donc promu en première division, ce qui entraîne la relégation d'Eleven Arrows.

## Bilan de la saison
| Championnat de Namibie de football 2000                             |                           |
| Champion                                                            | Blue Waters FC (2e titre) |
| Coupes et trophées                                                  |                           |
| Vainqueur de la Coupe de Namibie 2000                               | Chief Santos FC           |
| Qualifications continentales                                        |                           |
| Ligue des champions de la CAF 2001                                  | Aucun                     |
| Coupe d'Afrique des vainqueurs de coupe de football 2001            | Aucun                     |
| Coupe de la CAF 2001                                                | Aucun                     |
| Promotions et relégations                                           |                           |
| Promus en Championnat de Namibie de football                        | Touch & Go FC             |
| Promus en Championnat de Namibie de football                        | United Stars FC           |
| Promus en Championnat de Namibie de football                        | Bee Bob Brothers FC       |
| Promus en Championnat de Namibie de football                        | Ramblers FC               |
| Promus en Championnat de Namibie de football                        | Hotflames FC              |
| Relégués en Championnat de Namibie de football de deuxième division | Golden Bees FC            |
| Relégués en Championnat de Namibie de football de deuxième division | Chelsea FC Grootfontein   |
| Relégués en Championnat de Namibie de football de deuxième division | Eleven Arrows FC          |